# Kaiserpassage (Wanne-Eickel)

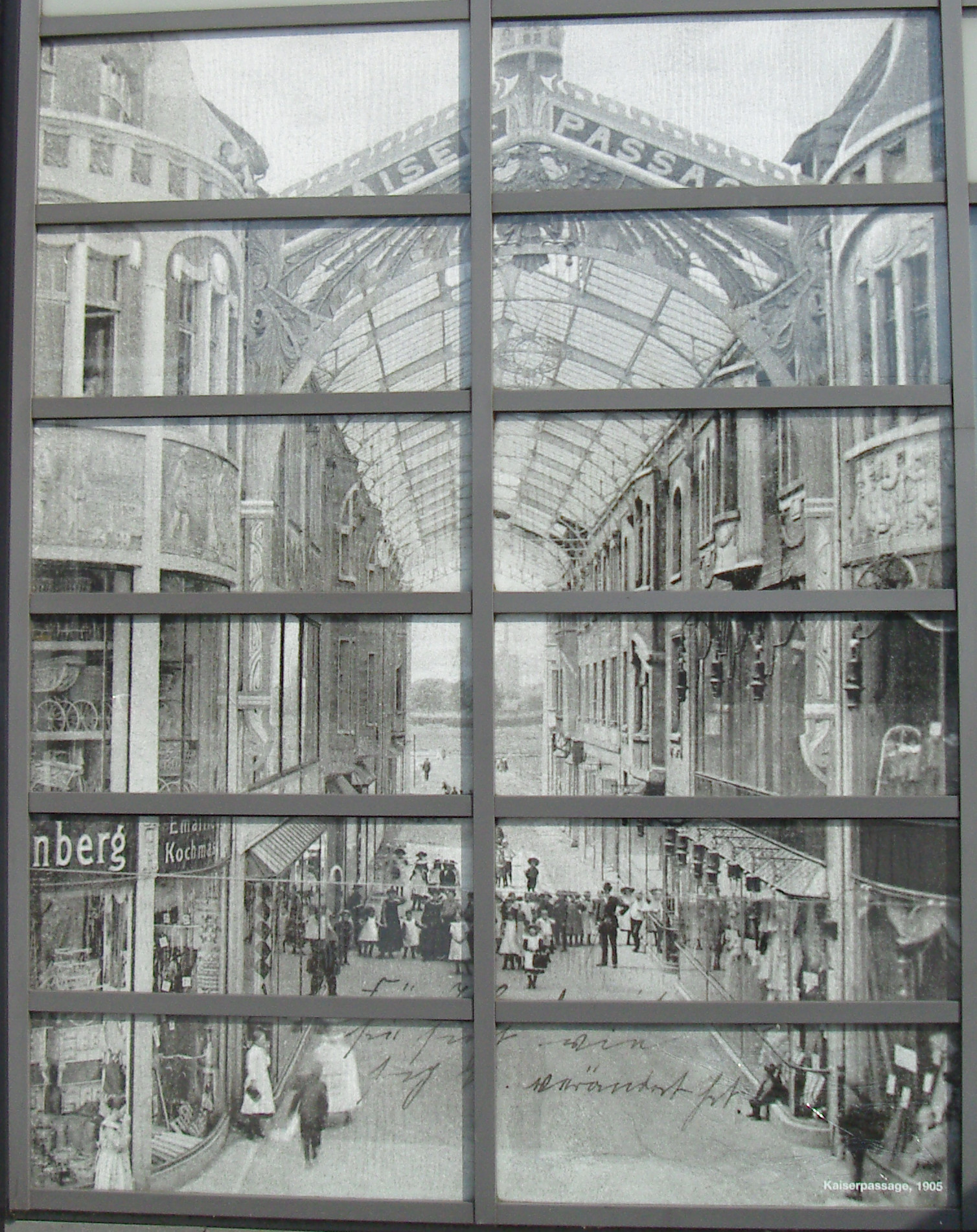
Aufnahme der Kaiserpassagen von der Glasfront des Wanne-Eickel Hauptbahnhofs

Die Kaiserpassage war die erste Ladenpassage im Ruhrgebiet und die einzige in Wanne-Eickel, im heutigen Herne. Sie existierte von 1912 bis Ende der 1920er Jahre in der Mozartstraße im heutigen Wanne. 

## Geschichte
Ende des 19. Jahrhunderts kamen erstmals in deutschen Städten Einkaufsstraßen mit Überdachung, sogenannte Passagen, in Mode. Nachdem diese Konstruktionen bereits in Deutschland Stadtbilder wie die von Berlin, Frankfurt am Main oder auch Hamburg ausmachten, entschieden sich wohlhabende Bürger von Wanne-Eickel, auch in ihrer Stadt eine Shopping-Mall zu errichten. Schließlich wurden ab 1904 entlang der Mozartstraße zahlreiche Wohn- und Geschäftshäuser mit Jugendstilfassaden errichtet. Nachdem die ersten Läden in die Straße eingezogen waren, wurde nach insgesamt acht Jahren Bauzeit ein Glasdach der Straße aufgesetzt, sodass die erste Einkaufspassage im Ruhrgebiet fertig errichtet war. Die noch namenlose Shopping-Mall erhielt den Namen Kaiserpassage, da die elegante Straße direkt zum damaligen Kaisergarten führte.
Im Laufe der Zeit jedoch fiel das Dach der teuren Einkaufsstraße Zechenruß und Taubenkot zum Opfer und die Einkaufsstraße verdunkelte sich dadurch. Da eine Reinigung zur damaligen Zeit sehr aufwändig gewesen wäre, sah man diese als nicht rentabel an und Ende der 1920er Jahre ließ der Erbauer das Dach abreißen, sodass die Kaiserpassage nicht mehr existierte; die Mozartstraße blieb jedoch erhalten. Bis heute war die Kaiserpassage sowohl in Wanne als auch in Herne-Eickel die einzige Einkaufspassage.